# Distretto di Ambanja
Il distretto di Ambanja è un distretto del Madagascar facente parte della Regione di Diana. Il capoluogo del distretto è Ambanja.

## Popolazione
Al censimento del 1º giugno 2018 la popolazione del distretto è di 236.988 abitanti.

## Comuni
Del distretto fanno parte 18 comuni:
- Ambalahonko
- Ambanja
- Ambodimanga
- Ambohimarina
- Ankatafa
- Ankingameloko
- Anorotsangana
- Antranokarany
- Antsakoamanondro
- Antsatsaka
- Antsirabe
- Antafiambotry
- Bemanevika Haut Sambirano
- Bemaneviky Ouest
- Djangoa
- Maherivaratra
- Marotolana
- Marovato